# Жилой дом Николая Панина
Жилой дом Николая Панина — здание в Ростове-на-Дону, построенное в 1910 году в стиле модерн. 
Расположено по адресу: Ульяновская улица, дом 39. 

## История

Памятная доска на доме

Здание было построено по проекту архитектора Е. М. Гулина на средства купца Н. А. Панина. Составляет единый архитектурный комплекс со стоящим рядом старообрядческим Покровским собором. В доме Панина размещалась старообрядческая богадельня (по другим данным — дом причта). Николай Панин являлся старостой общины старообрядцев беглопоповцев (сейчас Русская древлеправославная церковь), и после своей смерти он завещал свой дом храму. В 1920-е годы здание было национализировано. Постановлением Главы Администрации Ростовской области № 411 от 9 октября 1998 года жилой дом Николая Панина был взят под государственную охрану как объект культурного наследия регионального значения.

## Архитектура
Жилой дом Панина расположен на Ульяновской улице напротив апсиды старообрядческого Покровского собора. Двухэтажное здание имеет прямоугольную конфигурацию в плане. Парадный фасад акцентирован крайними раскреповками с аттиками. Юго-восточный угол здания увенчан куполом со шпилем. Архитектурно-художественный облик постройки формируют штукатурный декор. Лопатки, размещающиеся по всей высоте здания, осуществляют вертикальное членение фасада. Окна первого этажа прямоугольные, а на втором — имеют полуциркульные завершения. Оконные проёмы декорированы геометрическими вставками. На втором этаже подоконные ниши рустованы, а ниши над окнами имеют профиль сложной конфигурации. Парадный вход с двустворчатой дверью находится в правой части фасада.